# Ryki-Borkowo
Ryki-Borkowo dawniej też Ryki-Borowe – wieś w Polsce położona w województwie warmińsko-mazurskim, w powiecie nidzickim, w gminie Janowo.
W okresie międzywojennym stacjonowała tu placówka Straży Celnej „Ryki”.
Wierni Kościoła rzymskokatolickiego należą do parafii św. Rocha w Janowie.
W latach 1975–1998 miejscowość administracyjnie należała do województwa olsztyńskiego.